# C/2012 S1
C/2012 S1 (hay sao chổi ISON) là một sao chổi có quỹ đạo đi đến rất gần Mặt Trời (sungrazing comet) do hai nhà thiên văn Vitali Nevski (Виталий Невский, Vitebsk, Belarus) và Artyom Novichonok (Артём Новичонок, Kondopoga, Nga) phát hiện vào ngày 21 tháng 9 năm 2012. Họ sử dụng kính thiên văn phản xạ đường kính 0,4 mét tại Đài quan sát Mạng lưới Quang học Khoa học Quốc tế (International Scientific Optical Network - ISON) gần Kislovodsk, Nga thuộc chương trình CoLiTec sử dụng các kính thiên văn robot nhằm phát hiện tiểu hành tinh. Các nhà thiên văn nhanh chóng nhận ra nó từ những bức ảnh chụp trước đó tại Dự án Khảo sát bầu trời núi Lemmon ngày 28 tháng 11 năm 2011 và bởi kính thiên văn Pan-STARRS ngày 28 tháng 1 năm 2012. Một đội các nhà thiên văn Italia từ Đài quan sát Remanzacco thuộc mạng lưới iTelescope cũng chụp ảnh được sao chổi C/2012 S1 vào ngày 22 tháng 9. Trung tâm Dữ liệu Tiều hành tinh xác nhận đây là sao chổi vào ngày 24 tháng 9 năm 2012. Quan trắc sau đó của Kính thiên văn tia gamma Swift cho phép các nhà khoa học ước lượng nhân sao chổi có đường kính khoảng 5 km.

## Quỹ đạo
Sao chổi C/2012 S1 sẽ đến điểm cận nhật (gần Mặt Trời nhất) ngày 28 tháng 11 năm 2013 ở khoảng cách 0,012 AU (1.800.000 km; 1.100.000 mi) tính từ tâm Mặt Trời. Tính đến cả bán kính Mặt Trời khoảng 695.500 km, sao chổi này sẽ cách bề mặt Mặt Trời chỉ khoảng 1.100.000 km. Quỹ đạo của nó hình hypebol rất gần dạng parabol, và các nhà thiên văn nghĩ rằng sao chổi mới này có thể có nguồn gốc từ đám mây Oort hoặc từ ngoài Hệ Mặt Trời. Trên quỹ đạo của nó, sao chổi sẽ đi cách Sao Hỏa ở điểm gần nhất 0,0724 AU (10.830.000 km; 6.730.000 mi) vào ngày 1 tháng 10 năm 2013, và sẽ ở gần Trái Đất nhất với khoảng cách 0,429 AU (64.200.000 km; 39.900.000 mi) vào ngày 26 tháng 12 năm 2013.
Các nhà thiên văn nhận thấy một vài tham số quỹ đạo của sao chổi C/2012 S1 xấp xỉ bằng tham số của Đại Sao chổi 1680 và họ cho rằng có thể nhân của hai sao chổi này là những mảnh vỡ của cùng một thiên thể lớn hơn. Trái Đất sẽ đi qua quỹ đạo của sao chổi này vào ngày 14–15 tháng 1 năm 2014, và có thể sẽ xuất hiện mưa sao băng.

## Quan sát

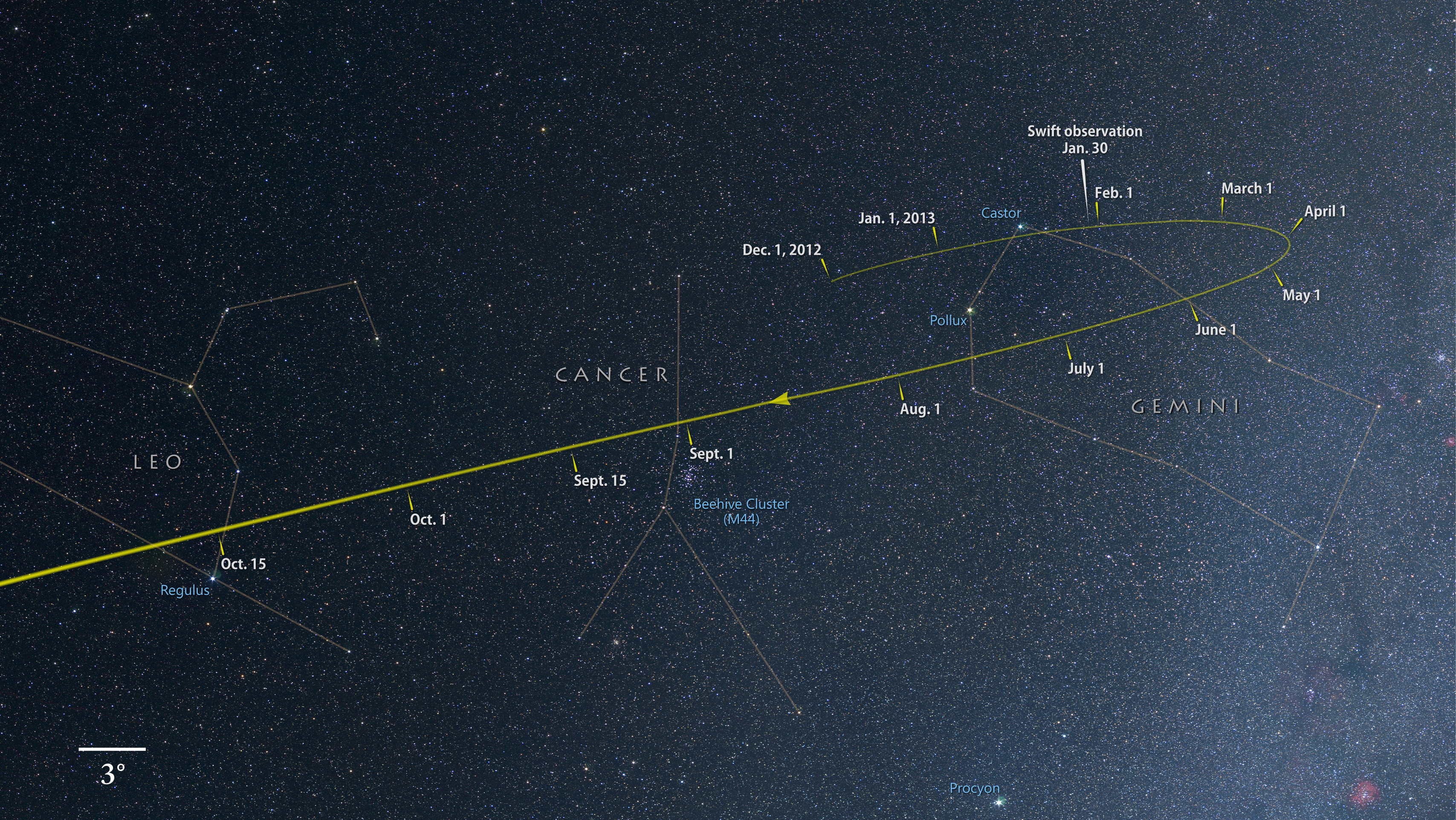
Đường đi của C/2012 S1 (ISON) từ tháng 12 năm 2012 đến tháng 10 năm 2013 với các chòm sao nó đi qua Song Tử, Cự Giải, và Sư Tử.

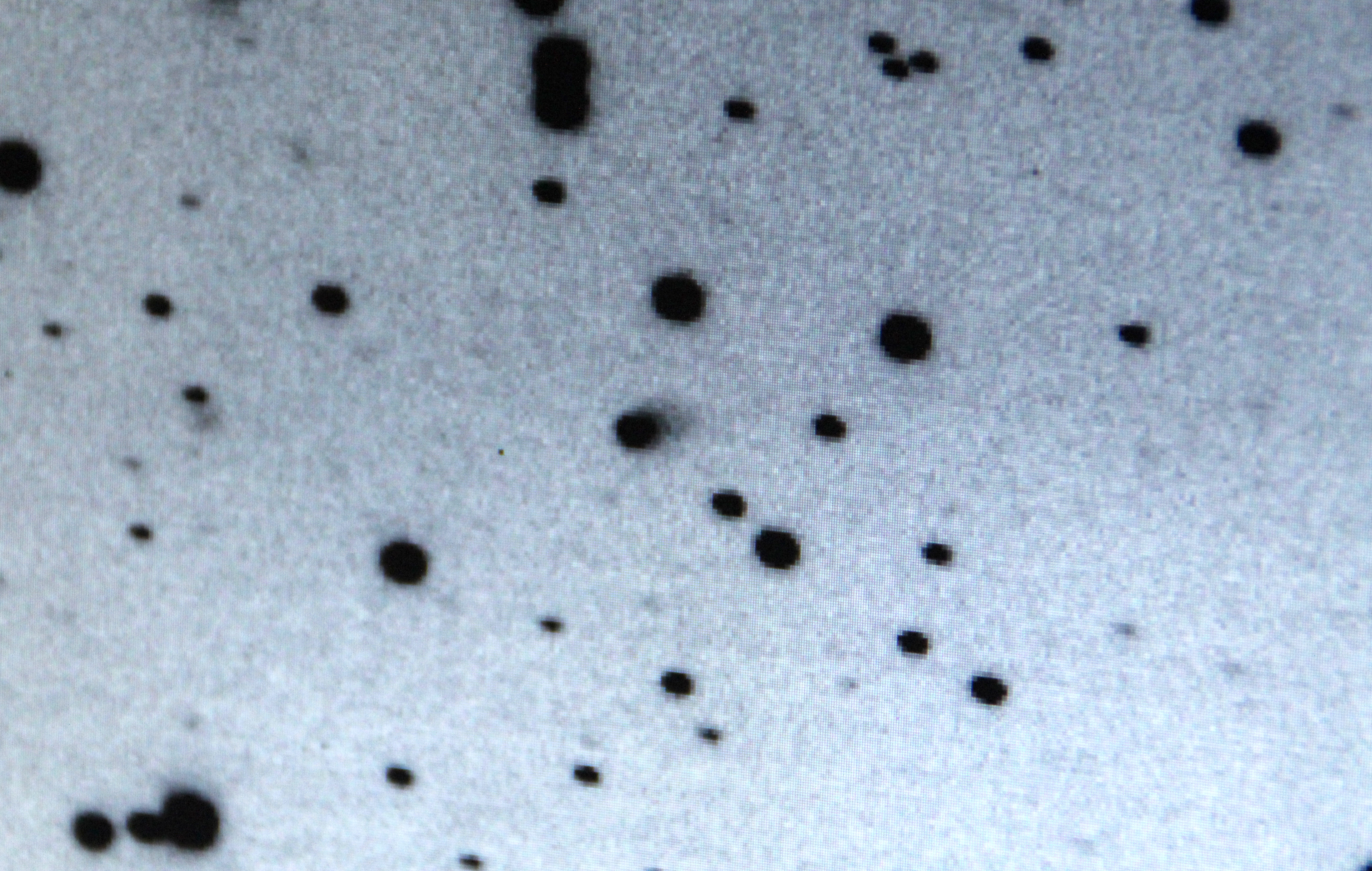
Sao chổi ở giữa bức ảnh qua kính thiên văn nghiệp dư.

Vào lúc phát hiện, cấp sao biểu kiến của sao chổi C/2012 S1 xấp xỉ 18,8, quá mờ để nhìn bằng mắt thường, nhưng đủ sáng để các nhà thiên văn nghiệp dư chụp bằng kính thiên văn. Giống như những sao chổi khác, nó sẽ sáng dần lên khi đến gần Mặt Trời và mờ nhạt dần khi rời xa Mặt Trời.
Trong giai đoạn 5 tháng 6 đến 29 tháng 8 năm 2013, sao chổi ISON có góc ly giác nhỏ hơn 30 độ tính từ Mặt Trời. Trong tháng 9 năm 2013, sao chổi đủ sáng để nhìn được qua kính thiên văn nhỏ. Nhưng có lẽ nó đủ sáng đến cấp 6 để nhìn bằng mắt thường vào khoảng tháng 11 năm 2013. Giả sử nó tồn tại sau khi đến điểm cận nhật, sao chổi có thể nhìn bằng mắt thường cho đến giữa tháng 1 năm 2014.
Tháng 10, nhìn từ Trái Đất sao chổi ở chòm sao Sư Tử, đi gần ngôi sao sáng nhất Regulus trong chòm sao này và rồi đến gần Sao Hỏa trên bầu trời đêm, do vậy giúp những ai muốn quan sát nó có thể xác định vị trí của nó tốt hơn. Tháng 11, khi sao chổi trở lên sáng hơn, nó sẽ đến gần ngôi sao sáng Spica thuộc chòm sao Virgo, và gần một hành tinh khác là Sao Thổ trên nền trời. Khoảng thời gian nó đến gần điểm cận nhật ngày 28 tháng 11 năm 2013, nó sẽ trở lên rất sáng và nếu tồn tại được dưới bức xạ mạnh của Mặt Trời, độ sáng biểu kiến của sao chổi có thể có giá trị âm. Trong thời gian ngắn, nó có thể sáng hơn lúc Trăng tròn.
Tuy sao chổi sẽ sáng nhất khi ở gần Mặt Trời; nhưng chỉ cách 1° tính từ Mặt Trời ở cận điểm, khiến rất khó quan sát nó do ánh sáng mạnh của Mặt Trời làm mờ sao chổi. Vào tháng 12, sao chổi trở lên mờ hơn, nhưng nếu còn tồn tại, nó sẽ có thể quan sát từ mọi nơi trên Trái Đất, với một đuôi sao chổi kéo dài.

## Đặt tên
Tên gọi của nó là C/2012 S1. Tên viết tắt của nơi phát hiện ra nó "sao chổi ISON" đôi khi được sử dụng. Nếu trung tâm ISON ở Nga phát hiện ra một sao chổi khác, tên của sao chổi mới này sẽ là "C/2012 S2 (ISON)". Tuy nhiên, do sự nhầm lẫn của các phương tiện truyền thông họ thường coi tên gọi như ISON là một tên hiệu gắn với nơi sao chổi được phát hiện ra, và do vậy cách gọi tên này sẽ gây nhầm lẫn nếu tại trung tâm này sau đó phát hiện ra một sao chổi mới. Tên gọi của một số sao chổi chu kỳ ngắn nổi tiếng thường lấy tên của các nhà thiên văn phát hiện ra nó như sao chổi Halley hay sao chổi Swift–Tuttle. Nếu theo cách đặt tên này, sao chổi này có thể có tên gọi là "sao chổi Nevski–Novichonok" hoặc sao chổi C/2012 S1 (Nevski–Novichonok).